# Tintoretto (krater)
Tintoretto är en nedslagskrater på planeten Merkurius, med en diameter på ungefär 94 kilometer.
1976 uppkallades kratern efter den italienske målaren Tintoretto.